# NGC 4221
NGC 4221 је спирална галаксија у сазвежђу Змај која се налази на NGC листи објеката дубоког неба.
Деклинација објекта је + 66° 13' 53" а ректасцензија 12h 16m 0,0s. Привидна величина (магнитуда) објекта NGC 4221 износи 12,5 а фотографска магнитуда 13,4. NGC 4221 је још познат и под ознакама UGC 7288, MCG 11-15-40, CGCG 315-29, PGC 39266.